# Breguet Gyroplane Laboratoire
Le gyroplane laboratoire est un aéronef à voilure tournante conçu par Louis Charles Breguet et René Dorand en 1933. Il est considéré comme le premier hélicoptère vraiment fonctionnel du monde, après les prototypes réalisés par plusieurs pionniers de l'aviation (dont Breguet lui-même) à partir de 1907. En 1935 et 1936, piloté par Maurice Claisse, il bat plusieurs records du monde pour un hélicoptère.